# Германофобия в Российской империи
Германофобия в Российской империи — ненависть или страх перед всем немецким или австрийским, а также неприятие к немцам как к этнической группе на территории Российской империи, проявляемая её подданными в основном с 1860-х до падения монархии Романовых в 1917 году. В русском языке слово зафиксировано в 1860-х как «чрезмерный страх перед германским могуществом».
В начале XX века германофобии в России способствовала агрессивная политика Германской и Австро-Венгерской империи.

## XIX век
Первые признаки германофобии в России были зафиксированы в 1860-х годах, как ответ на статью автора под псевдонимом «Shedoferotti», он предлагал сохранить власть немецких баронов в Прибалтике и Финляндии, а также предоставить Царству Польскому автономию. Его предложение резко раскритиковала группа писателей из Санкт-Петербурга. Михаил Катков в Московских новостях написал осуждающую статью Shedoferotti, которая привела к отрицательному отношению к немцам.

В 1865 году, сразу же после названных событий, на столетие со дня смерти Михаила Ломоносова была написана статья, в которой было отмечено, с какими трудностями столкнулся учёный, работая в Академии наук: иностранные члены Академии, противостоявшие Ломоносову, имели немецкое происхождение. Позднее предлагалось говорящих по-русски и исповедующих православие немцев причислять к иностранцам и не назначать их на высокие государственные должности, потому что они лишены «национальной солидарности к России». первая волна германофобии затухла, что связывается с немецким происхождением императорской семьи и присутствием среди политической элиты лиц немецкого происхождения. Также и по мнению Фёдора Ивановича Тютчева возникновению германофобии, «недоброго чувства по отношению к немцам», способствовало покровительственное отношение правительства к немцам, работавшим в российском государственном аппарате. Обострение германофобии пришлось в русском обществе на период Первой мировой войны.
«Германия и в географическом, и в практическом, и в духовном отношении была тем соседом, который способствовал проникновению в Россию европейской системы ценностей. На этом пути возникали и германофилия и германофобия — в зависимости от приятия или неприятия европейских идеалов и образа жизни».

## XX век
Начало вторжения Австро-Венгрии в Сербию вызвало новую волну германофобии, особенно среди панславистов. После того, как Германия объявила войну, правительство начало переименование городов, названных на немецкий лад:
- Санкт-Петербург в Петроград (31 августа 1914)[6]
- Екатериненштадт в Екатериноград (сейчас Маркс, 13 марта 1915)[7].
- Анненфельд в Аннино (ныне Шамкир, 9 февраля 1916)[8][9].

Вскоре Москву и Петроград охватила волна немецких погромов. 4 августа 1914 года было совершено нападение на германское посольство (уничтожены статуи с конями над колоннадой). 2 февраля 1915 года в связи с войной Российское Правительство приняло законы о изъятии земель у выходцев из Германии и Австро-Венгрии в западных губерниях. Решением Сената подданных враждебных государств лишались судебной защиты; закрывались немецкие школы и газеты в России; немцы подлежали высылке из местностей, объявленных на военном положении. Из Москвы было выслано около двух тысяч германских и австрийских подданных. Позднее эти «ликвидационные законы» распространятся и на другие губернии и области страны. 4 сентября 1914 года мэрия Москвы приняла решения об окончании приема подданных воюющих с Россией государств в органы управления.

Петроградский градоначальник князь А. Оболенский в своем письме А. И. Трубецкому в Ашхабад от 31 января 1915 года:
«Ты пишешь, что я напрасно штрафую Суворина (редактор „Нового времени“), но ведь он ведет шантажную борьбу, требуя денег с разных немцев и вообще лиц с немецкими фамилиями. Вообще газеты все сволочь…».
 10 октября 1914 года на Красной площади состоялась массовая молитва, после которого народ пошел по городу и начал громить магазины — всего пострадало 30 немецких контор, а также 1 русское, 1 английское и 2 бельгийских предприятия.

Описание Москвы после погрома, сделанное сотрудником газеты «Речь»:
Я проехал по Мясницкой. Точно неприятель побывал на одной из главных деловых артерий города. Было жутко и стыдно глядеть. Зияли дыры на месте окон, поблёскивало на электрическом свете битое стекло, белели доски, которыми наскоро зашиты злополучные магазины. То же, хотя и не так часто — на Кузнецком мосту, на Петровке, Арбате"
Научные общества увольняли немцев из своих рядов. Московское купеческое общество призывало бойкотировать немецкие лавки.
Обвиняли также великую княгиню Елизавету Федоровну, так как она была немкой по происхождению. Сообщается, что толпа убила московского мещанина начальника фабрики Карлсена за его немецкое происхождение. Фабрику Роберта Шрадера тоже разгромила толпа, далее они пришли к нему домой и убили 4 этнических немки (жену директора-распорядителя Э. Янсен, его сестру К. Янсен, тещу Э. Штолле и русскую подданную Б. Энгельс).
28 мая многотысячная толпа собралась на Красной площади, требуя отречения Николая ll и передаче престола великому князю Николаю Николаевичу, а также пострижения императрицы в монахини. За 2 часа 28 мая было разгромлено 8 магазинов и 7 контор. Среди пострадавших оказались не только немцы, а ещё: русские, французы, внештатный консул колумбийского правительства Вортман.

Описание очевидцем побоища на Кузнецком мосту: 
«По обеим сторонам улицы из многих магазинов летели вещи, грохотал треск, звенело стекло, лязгало железо. Впечатление увеличивалось до демонических размеров тем, что на всех улицах, пересекающих Кузнецкий, бушевала такая же буря разрушения».

В 4 часа утра 29 мая толпа (около 10 тыс. человек) разгромила район Лефортово, населённый по большей части немцами. Погромы развернулись также в Петровско-Разумовском, где находились дачи. Было разгромлено 20 дач, принадлежавших австрийцам и немцам. Беспорядки происходили в сёлах Ростокино, Всехсвятское и Свиблово. Погромы сопровождались поджогами. В ночь с 28 мая в Москве произошло 150 пожаров. Беспорядки начали подавлять только к утру 29 мая, погибло 16 протестующих. В германофобии и содействии протестующим также подозревая Великого князя Ф. Ф. Юсупова. Из-за подозрения в намеренном бездействии Юсупова уволили с должности.
В ходе беспорядков пострадало 207 квартир и домов, 475 торговых предприятии, 113 австрийцев и немцев и 489 русских (с иностранными или похожими на иностранные фамилиями). Ущерб был нанесен многим российским, английским и французским фирмам и магазинам, иностранным консульствам. Сумма ущерба превысила 50 млн рублей. Были созданы комиссии, чтобы можно было посчитать сумму ущерба и возместить вред, были созданы комиссии, куда жертвы погромов могли подавать данные о причинённом им ущербе.
В погромах участвовало около 50 тыс. человек (5 % населения Москвы).
Некоторые владельцы магазинов даже стали вешать на дверь предприятие своё генеалогическое дерево.
13 декабря 1915 года Правительство России подготовило указ, согласно которому все немецкое население Поволжья подлежало выселению в Сибирь. Выселение планировалось начать с весны 1917 года. 6 февраля 1917 года Император Николай II санкционировал применение «ликвидационных законов» об экспроприации земель у поволжских немцев (см. Депортация немцев России в период первой мировой войны).